# Minna Lehtola
Minna Helena Kääriäinen-Lehtola (Turku, 24 gennaio 1967) è un'ex schermitrice finlandese, vincitrice di una medaglia di bronzo ai campionati mondiali di scherma.